# 아라우칸화
아라우칸화(스페인어: Araucanización 아라우카니사시온[*])은 아라우카니아 지역에 살던 마푸체족이 안데스산맥을 넘어 파타고니아 평지로 진출해 그 일대에 마푸체 언어와 문화가 확산된 과정이다. 대략 1550년에서 1850년에 걸쳐 진행된 것으로 생각된다.:62–63
그 결과로 팜파스 지역의 원주민인 푸엘체인, 페우엔체인, 테우엘체인들은 마푸체어를 사용하게 되었다. 그래서 마푸체어는 케추아어, 아이마라어, 과라니어, 나우아틀어와 함께 백인들이 도래하기 전에 미주대륙 내부에서 사용인구가 확장된 몇 안되는 언어 중 하나다. 파타고니아는 19세기까지도 마푸체가 주류인 지역으로서 백인 정착지와는 대개 분리되어 있었다.
파타고니아로 이주한 마푸체족은 대개 유목생활을 했다. 백인 정착민들이 파타고니아에 진출하자 마푸체족은 백인들의 가축과 재산을 약탈하고 안데스산맥 너머  칠레로 가져가 술을 비롯한 물자를 교환했다. 마푸체족의 약탈경제를 지탱한 이 횡단 루트를 카미노 데 로스 칠레노스라고 하는데, 길이가 부에노스아이레스주에서 네우켄주까지 1,000 킬로미터에 달한다.
아르헨티나 정부는 팜파스 일대의 아라우칸화된 원주민 부족들을 통해 칠레가 팜파스에 영향력을 행사할 것을 우려했고, 실제로 칠레는 파타고니아에 대해 영유권을 주장했다. 아르헨티나 정부는 칠레와 전쟁을 할 경우 아라우칸화된 부족들이 마푸체족을 따라 칠레 편에 붙을 것을 두려워했다. 파타고니아가 뚫리면 수도 부에노스아이레스까지는 장애물이 없는 팜파스 대초원이 펼쳐져 있기에 심각한 문제였다.
1872년, 마푸체 족장 칼푸쿠라가 6,000 명의 전사들을 이끌고 팜파스를 횡단해 헤네랄알베아르와 누에베데훌리오를 약탈했다. 그 결과 백인 정착민 300명이 죽고 가축 200,000두를 약탈당했다. 마푸체족은 약탈한 소떼를 몰고 여느 때처럼 칠레로 돌아갔다. 이 사건 이후 아르헨티나 정부는 수년에 걸쳐 사막 정복이라는 원주민 토벌전을 펼쳤다. 그 결과 원주민 5,000 명이 죽은 반면 아르헨티나군의 사망자는 13명 뿐이었다.:63, 72 이 사막 정복은 아르헨티나에서 오랫동안 백인의 우월성을 증거하는 것으로 기념되었고, 2012년 12월까지 100페소 지폐에 사막 정복을 기념하는 그림이 그려져 있었다.